# Secretaría General del Jefe del Estado
La Secretaría General del Jefe del Estado fue uno de los diversos organismos político-administrativos creados por el general Franco el 2 de octubre de 1936 tras su nombramiento como Jefe del gobierno. Fue una de las principales instituciones que configuraron la primera organización gubernamental creada por Franco, caracterizada por su provisionalidad y dispersión. Su existencia se desarrolló durante la Guerra Civil, y fue en todo momento dirigida por el hermano del Generalísimo, Nicolás Franco, quien tuvo así un considerable poder hasta que Ramón Serrano Suñer fue desplazándole poco a poco como principal colaborador del Caudillo. La Secretaría desapareció con la formación del primer gobierno de Franco el 30 de enero de 1938.

## Contexto
El 30 de septiembre de 1936, en plena Guerra Civil Española, se publicó en el Boletín Oficial de la Junta de Defensa Nacional de España el nombramiento del general Franco como generalísimo de los ejércitos y como jefe del gobierno. El doble nombramiento suponía la implantación de una dictadura en el creciente territorio dominado por los rebeldes. El 1 de octubre Franco tomó posesión oficialmente de sus cargos y, aunque solo había sido nombrado jefe del gobierno del Estado, todos los medios oficiales hablaron desde el principio de «jefe del Estado». Su poder no tenía límites, pero sabía que los generales que le habían elegido consideraban el mandato provisional hasta la pronta victoria militar, que tendría lugar con la toma de Madrid. En aquel momento había diversos sectores que eran de la opinión de que el nuevo Generalísimo debería dedicarse exclusivamente a las cuestiones militares, dejándoles a ellos las cuestiones políticas. Puesto que su autoridad no estaba todavía consolidada, Franco confiaba solo en un reducido número de personas, entre las que destacaba su hermano Nicolás.
Franco no tuvo prisa en formar un auténtico gobierno y se contentó con crear un organismo más técnico que político y apoyarse en su hermano Nicolás. El 2 de octubre el rebautizado como Boletín Oficial del Estado publicó la ley que creaba una Junta Técnica del Estado, un Gobierno General, una Secretaría de Relaciones Exteriores y una Secretaría General del Jefe del Estado. La temporalidad de la nueva organización quedaba de manifiesto al añadir: «sin tomar como definitiva la que actualmente se implanta, aunque sea anuncio de la permanente a establecer una vez dominado todo el territorio nacional».

## La Junta
La Junta Técnica del Estado se componía de una presidencia y siete comisiones. Su sede estaba en Burgos, ciudad que también había albergado con anterioridad a la Junta de Defensa Nacional. Aunque su composición en comisiones recordaba a un incipiente consejo de ministros, estaba formada por personalidades de segundo orden que se encargaban de funciones administrativas rutinarias.
Estaba encabezada por un presidente —el general Dávila— encargado no solo de dirigir la institución, sino también de servir de canal de comunicación con el jefe del Estado. Este último tenía la última decisión en todos los aspectos. Según las normas de funcionamiento de la Junta, publicadas el 6 de octubre de 1936, el presidente debía despachar al menos una vez por semana con los presidentes de las comisiones. Se comunicaría con Franco mediante despachos directos, si bien también podía delegar esta función en otras personas.

## Nicolás Franco
Nicolás era el mayor de los hermanos Franco. Era extrovertido, amante de los placeres, pródigo con el dinero y aficionado a las mujeres. Fue siempre el favorito de su padre. A diferencia de Francisco, consiguió entrar en la Armada para continuar la tradición familiar, y estudió en la Escuela de Ingeniería Naval. Durante la República, desarrolló una carrera política dentro del Partido Agrario, desempeñando el cargo de director general de la Marina Civil en 1935. Según Portela Valladares, llegó a ser secretario general de dicho partido, de ideología republicana y conservadora.
Al comenzar la guerra, se puso al servicio de su hermano. Coordinó los esfuerzos de los banqueros afines para conseguir recursos económicos, y actuó como representante de los rebeldes ante el gobierno portugués. Luego formó parte del «equipo de campaña» que consiguió que Francisco fuera nombrado primero generalísimo y luego jefe del gobierno. En aquel momento, era una de las pocas personas en las que confiaba el nuevo gobernante.

## El cuartel general de Salamanca

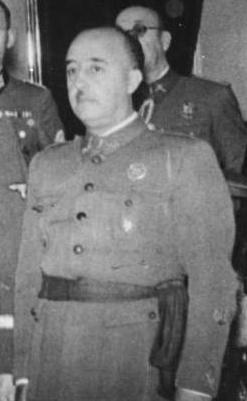
Franco en 1940. La Secretaría General estaba a su servicio y el general actuaba como jefe del Estado.

El general Franco estableció su cuartel general en Salamanca, ciudad que se convirtió en el centro del poder nacionalista. El obispo Pla y Deniel le cedió el palacio episcopal para este propósito. Nicolás Franco ejercía como secretario político instalado en la planta baja, junto con otros colaboradores. A su lado había dos subsecretarios: José Carrión y Manuel Saco. En un principio, los dos hermanos Franco intentaron crear un partido político «franquista» formado por sectores conservadores, pero la aversión de la cada vez más nutrida Falange les disuadió del intento.
Aunque existía una Secretaría de Relaciones Exteriores regida por el diplomático Serrat, era José Antonio Sangróniz quien ejercía de ministro del ramo en la sombra junto con Nicolás Franco. Se estableció también en la planta baja, aunque más tarde se trasladaría a San Sebastián. Sin embargo, pese a que Franco podía utilizar a distintos colaboradores para sus negociaciones, se reservaba siempre el papel predominante en la diplomacia.
También en la planta baja del palacio se estableció el departamento de Prensa y Propaganda, primero dirigido por Juan Pujol, después por Millán Astray y finalmente por Vicente Gay.

## Funcionamiento
La Secretaría General se configuraba como una especie de organismo paralelo de las comisiones de la Junta Técnica, pues debía disponer de personal especializado en cada una de las materias de aquellas, lo que suponía una clara duplicación de funciones. Puesto que Franco era la instancia suprema para todos los temas, todos los organismos debían enviar a la Secretaría los antecedentes de los asuntos que debieran ser aprobados por el Caudillo para «facilitar al jefe del Estado su despacho y conocimiento». Se trataba de un organismo clave para el ejercicio del poder, pues todas las normas jurídicas de cualquier rango debían ser aprobadas por el jefe del Estado y, en consecuencia, debían pasar por su Secretaría. En realidad, aunque Dávila presidiese la Junta, el verdadero poder estaba en manos del secretario general, hasta el punto de que la Secretaría ha llegado a ser descrita como un «ministerio omnipotente» y su titular como un auténtico primer ministro. El sistema recuerda notablemente a la organización política de la antigua monarquía absoluta ya que, más que ministros, los colaboradores más importantes e inmediatos del dictador eran auténticos secretarios. No obstante, se ha señalado que es posible que, más que pretender imitar a Fernando VII, Franco hiciera una réplica política del cuartel general militar que él conocía.
Como la mayoría de los restantes dirigentes de los nuevos organismos políticos, Nicolás Franco era militar de carrera, con el rango de teniente coronel de Ingenieros de la Armada. Gracias a su cargo y a su relación familiar con el Generalísimo acumuló un gran poder. Pero aunque había demostrado ser un excelente conspirador, Nicolás no era un canciller eficaz. Su estilo de vida, propio de un vividor, era una agonía para quienes debían colaborar con él. Se levantaba a las 13:00 horas y recibía visitas hasta las 15:00, hora en que se iba a comer hasta las 19:00. Era después de medianoche cuando desplegaba su mayor actividad. Estos hábitos, y las largas esperas que debían soportar quienes despachaban con él desquiciaban a muchos. Además, no hizo ningún intento de crear una cierta infraestructura estatal. Por otro lado, hubo de proceder con mucha prudencia para no alertar a los generales que habían encumbrado a su hermano.
Nicolás Franco era consciente de la precariedad de la organización político-administrativa existente, pero no hizo nada por remediarla por dos motivos complementarios. En primer lugar, porque carecía de los conocimientos y de la energía necesarios para afrontar la tarea de construir un Estado. En segundo lugar, porque su total preocupación era mantener el poder de su hermano, que se basaba solo en el nombramiento hecho por un pequeño grupo de generales. No tenía prisa en crear nada que pudiera limitar el mandato del Jefe del Estado, y pensaba que el transcurso del tiempo y la consecución de la victoria militar terminarían por consolidar su gobierno. Al principio parecía que el segundo objetivo era inminente con la pronta conquista de Madrid, pero a medida que esta se alejaba, el caos de la administración de Nicolás se hacía cada vez más evidente.

## Serrano y la unificación

### Serrano Suñer
El 20 de febrero de 1937 llegó a Salamanca Ramón Serrano Suñer. Se trataba de un brillante jurista, dirigente y parlamentario de la CEDA; pero también estaba casado con la hermana de Carmen Polo, la esposa de Franco. El dictador alojó a su concuñado y familia en una especie de ático o buhardilla situada en el palacio episcopal. La llegada de Serrano a Salamanca atrajo la atención de aquellos que ya estaban instalados en los aledaños del poder. Nicolás Franco impuso una multa al diario vallisoletano El Norte de Castilla por publicar que su llegada podía dar lugar a «una nueva orientación política».
A la esposa de Franco le disgustaba Nicolás debido a su vida disoluta y sus excéntricos hábitos de trabajo. En cambio, admiraba a su otro cuñado Ramón por ser persona culta y haber sido parlamentario. El peso político que tenía Serrano a causa de su relación con Franco se veía reforzado por su alto nivel intelectual. Catalogó a la precaria administración existente como un «Estado campamental». Según Serrano, el provincialismo y la dispersión eran las características del sistema establecido. A diferencia del aparato militar, que funcionaba con eficacia, el aparato civil carecía de rumbo y objetivos. Serrano sería el hombre clave para transformar ese débil entramado en la base del Nuevo Estado dándole orientación y contenido político. El poder del secretario general siguió siendo indiscutible hasta marzo o abril de 1937, pero la superior inteligencia, capacidad de decisión y encanto personal de Serrano fueron disminuyendo paulatinamente su influencia. La acerada capacidad de palabra y acción del «cuñadísimo» contrastaba con la bonhomía del hermano del general. Poco a poco, fue desplazando a Nicolás Franco como principal asesor político del Jefe del Estado, si bien lo hizo sin ocupar cargo alguno.

### La creación del Partido Único
Franco se había dado cuenta de la conveniencia de crear un partido político unitario. Aunque los esfuerzos de su hermano Nicolás por crear uno no habían llegado a buen puerto, el jefe del Estado no abandonó la idea. Pero fue la llegada de Serrano la que impulsó y dio coherencia al proyecto. El 11 de abril de 1937, Franco le encargó oficialmente la formación de un nuevo partido único que no estuviera al margen de su autoridad. Ambos aprovecharon los enfrentamientos existentes en el seno de Falange para imponer por decreto el 19 de abril su unificación con la Comunión Tradicionalista. Los restantes partidos fueron disueltos y sus militantes podían pedir el ingreso individualmente. Franco fue designado Jefe nacional de la nueva Falange Española Tradicionalista y de las Juntas de Ofensiva Nacional Sindicalista.
El 2 de diciembre tomaron posesión los 48 miembros del Consejo Nacional de FET nombrados por Franco. Aunque supuestamente tendría función legislativa, este órganismo no pasó de ser consultivo. El partido no alcanzó gran desarrollo durante este período, carecía de ideología propia, funcionaba como instrumento de Serrano Súñer y era un apéndice del Ejército. Fue significativo que Nicolás Franco no estuviera entre los miembros del Consejo.

## Algunas actuaciones diplomáticas

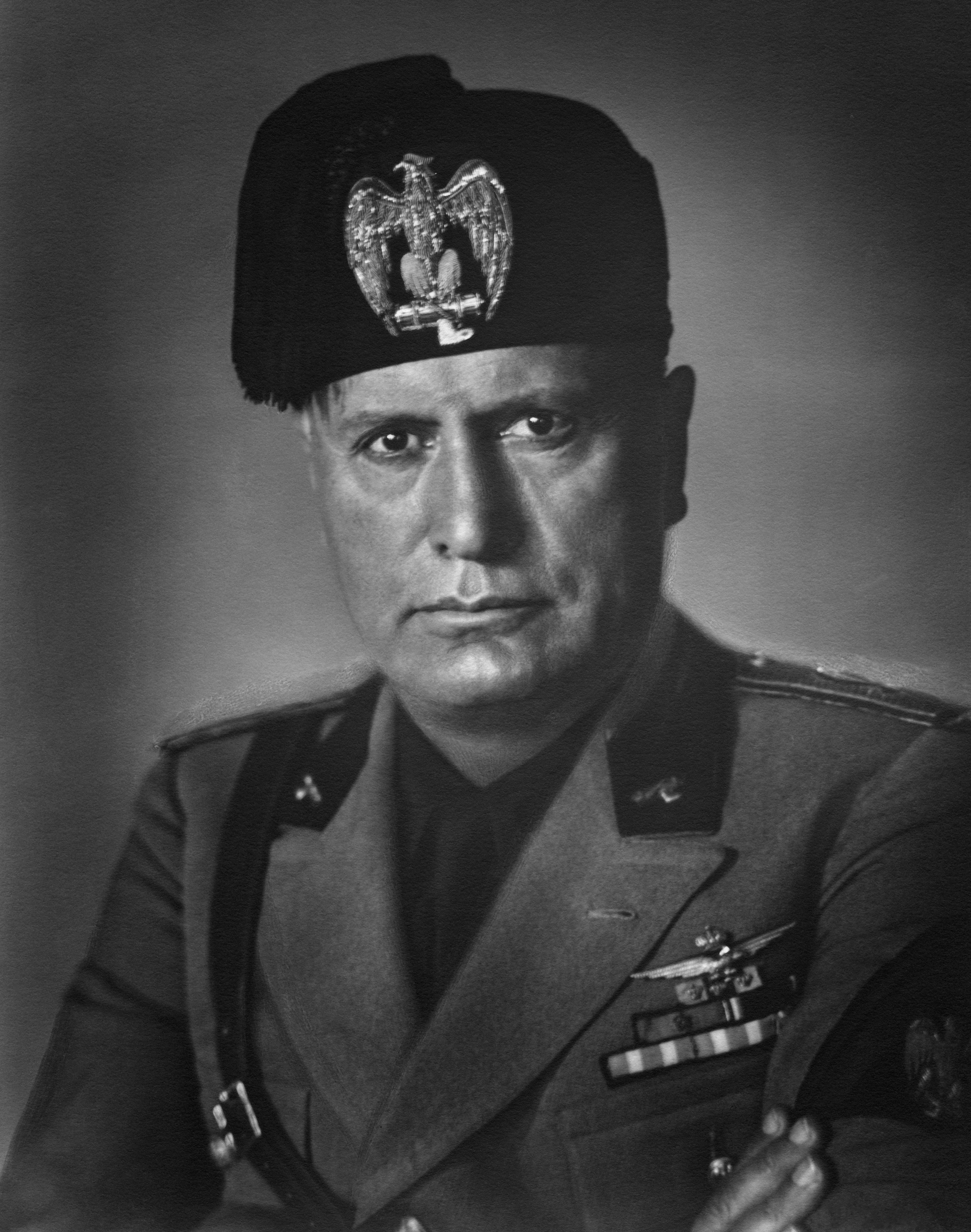
La entrevista de Nicolás Franco con Mussolini hizo que este ordenara a sus submarinos torpedear los barcos que portaban material para el bando republicano.

A principios de agosto de 1937, Nicolás Franco viajó a Italia para reunirse con Mussolini. Aunque los italianos habían vendido varias naves de guerra de distintos tipos a los rebeldes, no eran suficientes para poner freno a la llegada de buques con material de guerra soviético destinado al bando gubernamental. La misión del Secretario General del Jefe del Estado era conseguir la venta de nuevos navíos de combate. Los italianos consideraban que la deuda generada era ya considerable y no deseaban incrementarla, así que el Duce optó por dar orden a sus submarinos para que atacasen los barcos de suministro de los republicanos. Aunque no está claro cuántos ataques fueron realizados directamente por la flota italiana, no hay duda de que varios fueron realizados por ella.
Nicolás Franco también intervino en las relaciones con Alemania cuando sus demandas de propiedad en 73 concesiones mineras gracias al dinero de la deuda que manejaba el consorcio Montana se vieron estorbadas por un decreto-ley aprobado en octubre. Los alemanes pidieron que se les equiparara con los españoles a los efectos de dicha norma. Las autoridades franquistas rehusaron diciendo que la Ley de Minas vigente solo permitía la presencia de un porcentaje minoritario de capital extranjero, y que imponía que los directivos fueran españoles. Recomendaron esperar a la formación del nuevo gobierno. Ante la sospecha de que el decreto-ley se dirigía contra Alemania, el embajador alemán Von Stohrer habló con Nicolás Franco, quien le dijo que el proyecto Montana había levantado suspicacias y ni siquiera su hermano se atrevía a violar la ley. Los alemanes pretendían que toda la producción de hierro del recién conquistado norte se dirigiera a su país.
Von Stohrer se entrevistó los días 15 y 16 de diciembre de 1937 con Sangroniz y con Nicolás Franco, a los que exigió las 73 concesiones mineras en las que HISMA tenía opción de compra. Ambos se negaron a autorizar todas las ventas en bloque. El día 20, el embajador del Tercer Reich se entrevistó con el propio general Franco. Este, en una agria conversación, repitió la negativa de su hermano. Sobre el 25 de enero de 1938, el embajador se entrevistó con Jordana, presidente entonces de la Junta Técnica. Este volvió a rechazar una autorización en bloque aunque prometió estudiar individualmente cada caso.

## Relevo en la presidencia de la Junta Técnica
A consecuencia del accidente aéreo que costó la vida al general Mola el 3 de junio de 1937, Franco decidió que su sustituto al mando del Ejército del Norte fuera Dávila. Para relevarle al frente de la Junta designó al también general Francisco Gómez-Jordana.
Parece que Jordana fue reacio a ocupar el puesto, y se dio cuenta desde un primer momento de las dificultades que su desempeño tenía, reconociendo en su diario que estaba «verdaderamente descorazonado por la imposibilidad de arreglar este maremágnum». Además, el propio general Franco no tenía la mente en condiciones de ocuparse de cuestiones políticas. Jordana pensaba que el funcionamiento de la Junta era muy defectuoso; que no tenía el control de la prensa; que los asuntos exteriores estaban en manos de Sangróniz; y que Nicolás Franco era «hombre genial y extraordinario, pero desbarajustado» y que actuaba sin ninguna coordinación con la Junta. En consecuencia, a principios de octubre de 1937 aconsejó al dictador que, o bien realizara una profunda renovación de la Junta, o bien formara un gobierno propiamente dicho. En ello coincidía con la opinión de Serrano Suñer, convertido para entonces en principal consejero político de Franco. Aunque este tardó en poner en práctica el consejo, ya desde octubre anunció la próxima formación de un ejecutivo propiamente dicho.

## La creación del primer Gobierno

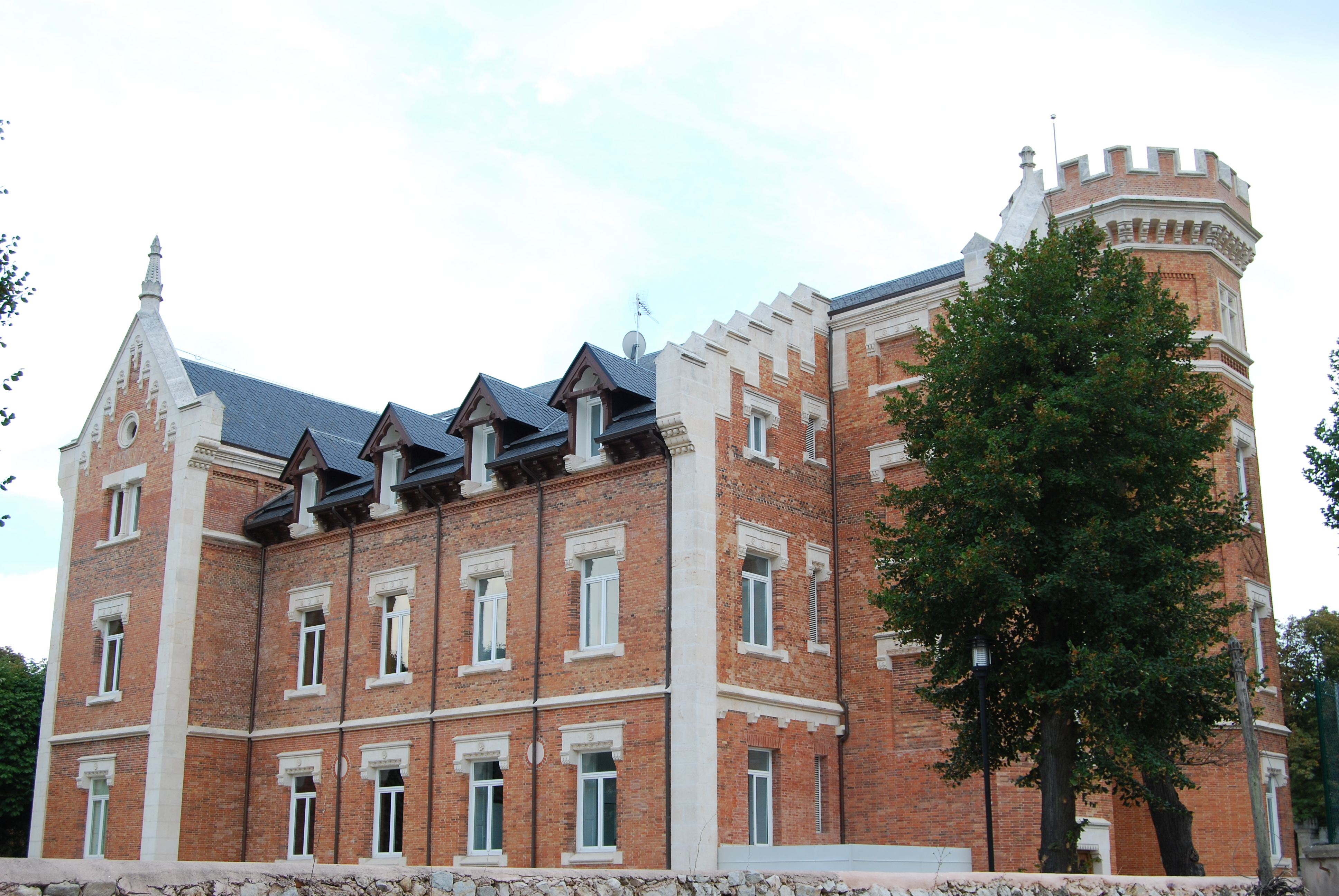
El palacio de los condes de Mugiro albergó la Secretaría durante su estancia en Burgos.

Una vez culminada la conquista del Norte, Franco trasladó su Cuartel General a Burgos, donde se estableció en la quinta de los condes de Muguiro, una residencia más amplia y adecuada que el palacio episcopal salmantino. En esa ciudad, Serrano Suñer continuó trabajando en sus planes de institucionalizar el régimen y redactó la Ley de la Administración Central del Estado, auténtica «carta institucional» del Gobierno aprobada el 30 de enero de 1938. Esta dio paso a un ejecutivo con once carteras ministeriales que sustituyó a la dispersa y poco eficaz administración precedente. La composición de este gobierno fue el primer ejercicio político de Franco, quien procuró que todas las tendencias estuvieran representadas en él y que ninguna fuera predominante. El presidente de la Junta Técnica, Jordana, fue ministro de Asuntos Exteriores y vicepresidente del gobierno. Y Serrano obtuvo al fin un cargo político como ministro del Interior.
Franco quiso que su hermano Nicolás fuera ministro de Industria y Comercio, pero Serrano dijo que eso sería «demasiada familia». Ante la insistencia de Franco, el cuñadísimo propuso que le excluyera a él del ejecutivo, con lo que el general desistió. De esta forma, el nuevo gobierno supuso el definitivo triunfo de Serrano sobre Nicolás Franco, quien quedó postergado. Lo mismo sucedió con Sangróniz, que había sido percibido por alemanes e italianos como probritánico en su labor de facto como ministro de asuntos exteriores y fue relegado al puesto de embajador en Venezuela.